# Gučevo
Gučevo (cyr. Гучево) – wieś w Bośni i Hercegowinie, w Republice Serbskiej, w gminie Rogatica. W 2013 roku liczyła 108 mieszkańców.